# ريا أحمد

ريا أحمد كاتبة وأديبة يمنية من مواليد صنعاء.حاصلة على بكالوريوس إعلام قسم صحافة-جامعة صنعاء عام 2007م و دبلوم عام برمجة كمبيوتر من الشركة اليمنية للحاسبات الإليكترونية-صخر، عضو اتحاد الأدباء والكتاب اليمنيين، وعضو مؤسس في نادي القصة اليمني، محررة مجلة ملكة سبأ أول مجلة إليكترونية ثقافية.

## الإصدارات
كلمات بلا حروف..أجساد موقوتة -مقالات- عن مركز عبادي للدراسات والنشر-صنعاء- طبعة أولى 2002 و طبعة ثانية 2009
قطرات من فضة -قصص-عن الهيئة العامة للكتاب-صنعاء-عام 2003
يوم كان السرد أنثى-بيلوغرافيا عن القص النسائي اليمني-مركز عبادي للدراسات والنشر-صنعاء-عام 
2008
وكأنني أنا -قصص-دائرة الاعلام والثقافة بالشارقة وزعت ككتاب مجاني مع مجلة الرافد الإماراتية عدد نوفمبر2014